# クインシー・オウス＝アベイエ
クインシー・ジェイミー・オウス＝アベイエ（Quincy Jamie Owusu-Abeyie 、1986年4月15日 - ）は、オランダ・アムステルダム出身のサッカー選手。オランダのアマチュアクラブ・SVロビンホート所属。ポジションはフォワード（CF, LWG）。

## 経歴

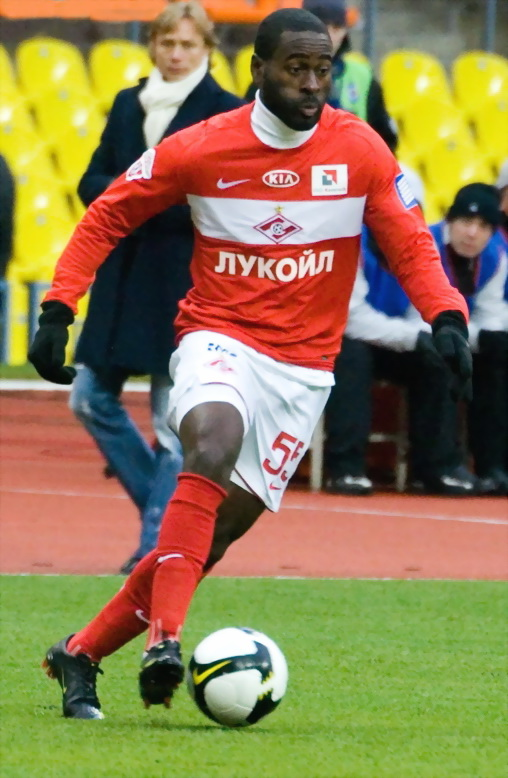
スパルタク・モスクワでのクインシー

アムステルダムに住むガーナ人の両親のもとに生まれ、アヤックス・アムステルダムのユース育成システムで9年間を過ごした。2002年、ハイベリーでのトライアル中に注目され、同年9月にアーセナルFCへ完全移籍。17歳でアーセナルFCのトップチームでデビューする。2003年10月、カーリングカップのロザラム・ユナイテッド戦で途中出場。同大会で2試合に出場した。
アーセナルFCのU-21チーム時代、対ウルヴァーハンプトン・ワンダラーズFC U-17戦で1人で6得点を決めた。アーセナルではマシュー・コノリー、ケリー・ギルバートと共にアーセナルFC関係者が“若手有望株三人衆”と呼んでいた。
FIFA ワールドユース選手権でU-20日本代表と対戦し、その驚異的な身体能力を見せつけた。フィジカルコンタクトに強い本田圭佑を含む日本選手が3人がかりでも高速ドリブルを止められず、アシストを記録した。
2006年1月31日、アーセナルがクインシーと同じポジションでプレーをするエマニュエル・アデバヨールやセオ・ウォルコットを獲得した影響により、ロシアのスパルタク・モスクワへの移籍を決断する。
2007年1月にオランダ代表入りを断念し、国籍を持つガーナ代表入りを決意した。2008年1月、アフリカネイションズカップ2008にてガーナ代表として初キャップを記録した。
2010 FIFAワールドカップの初戦セルビア戦の後半終了間際にワールドカップ初出場を果たした。

## エピソード
- アーセナルのトップチームとの練習試合で彼のマークについていたコロ・トゥーレは「一人で止めるのは無理。潜在的な能力はクリスティアーノ・ロナウドをも凌駕する」と発言。
- 2009年7月、本人が直接浦和レッズのクラブハウスに訪れるなど、獲得を検討されていた模様だが、金銭面で折り合わず合意には至らなかったことが、8月10日に行われた浦和レッズ主催のトークイベントで明らかになった。

## 代表歴

### 出場大会
- ガーナ代表
  - 2010 FIFAワールドカップ

### 試合数
- 国際Aマッチ 17試合 2得点（2008年-2011年）[7]

| ガーナ代表 | 国際Aマッチ | 国際Aマッチ |
| 年         | 出場        | 得点        |
| ---------- | ----------- | ----------- |
| 2008       | 11          | 1           |
| 2009       | 0           | 0           |
| 2010       | 5           | 1           |
| 2011       | 1           | 0           |
| 通算       | 17          | 2           |